# Isoperla andreinii
Isoperla andreinii är en bäcksländeart som först beskrevs av Enrico Festa 1938.  Isoperla andreinii ingår i släktet Isoperla och familjen rovbäcksländor. Inga underarter finns listade i Catalogue of Life.